# Restoration Museum

Le Restoration Museum est un petit musée américain à Harpers Ferry, dans le comté de Jefferson, en Virginie-Occidentale. Situé dans le Tearney Building, un bâtiment de Shenandoah Street protégé au sein de l'Harpers Ferry National Historical Park, il est géré par le National Park Service. Il traite des techniques de restauration des édifices anciens.